# Instituto de Aposentadorias e Pensões dos Industriários
O Instituto de Aposentadoria e Pensões dos Industriários (IAPI) foi criado em 1936, durante o Estado Novo e, após 1945, expandiu suas áreas de atuação, passando principalmente a financiar projetos de habitação popular nas grandes cidades. O IAPI foi fundido com outros cinco institutos de pensões de outras categorias em 1966, formando o Instituto Nacional de Previdência Social (INPS).

## Bairros e conjuntos habitacionais
Atualmente, IAPI tornou-se, por extensão, o nome de importantes bairros de classe média de várias cidades brasileiras, como Brasília, Salvador, Porto Alegre, Rio de Janeiro, Belém do Pará, Campinas, Osasco, Guaratinguetá e Taubaté. Em Belo Horizonte o IAPI não é um bairro, mas um conjunto habitacional, e no Rio de Janeiro é um sub bairro. Alguns deles são:
- IAPI da Penha (sub bairro da Penha) e Conjuntos Habitacionais IAPI de Del Castilho e IAPI de Padre Miguel (conhecido também como “caixa d’agua” devido à grande caixa d’água com inscrição “IAPI” localizada numa praça do conjunto) — no Rio de Janeiro
- Conjunto Habitacional IAPI Lagoinha — em Belo Horizonte
- IAPI — em Osasco
- IAPI — em Salvador
- Vila do IAPI — em Porto Alegre
- Vila IAPI — em Campinas